# Hassle in the Castle
Hassle in the Castle epizoda je iz Scooby Doo, Where Are You!.
- Trajanje: 20 min
- Datum: 27 Rujan 1969.
- Epizoda: 3.
- Sezona: 1.
- zločinac: fantom Vasquezova dvorca

## Radnja
Jedne noći društvo se čamcem nasuka na jedan otok. Uđu u Vasquezov dvorac, povijesni dvorac čiji je kralj bio Vasquez, koji je davno umro. Taj dvorac je začaran fantomom. Fred, Daphne, Velma, Shaggy i Scooby pokušaju riješiti misteriju. Daphne upadne u rupu kada ih fantom upozori smiješući se da napuste dvorac. Shaggy i Scooby nađu Daphne i svi podmještaju zamku. Fantom upadne u nju. Otkriju da je zločinac Bluestone the Great

## Glasovi
- Don Messick kao Scooby Doo
- Casey Kasem kao Shaggy Rogers
- Frank Welker kao Fred Jones
- Nicole Jaffe kao Velma Dinkley
- Steffanianna Christopherson kao Daphne Blake
- Fantom Vasquezova dvorca/Bluestone the Great

## Vanjske poveznice
Arhivirana inačica izvorne stranice od 10. svibnja 2019. (Wayback Machine)